# Referendum o neodvisnosti Ukrajine (1991)
Referendum o aktu o razglasitvi neodvisnosti je potekal v Ukrajini 1. decembra leta 1991. Vprašanje na referendumu je bilo »Ali podpirate akt o deklaraciji neodvisnosti Ukrajine?« Besedilo deklaracije je bilo vključeno kot preambula. Referendum je razpisala ukrajinska vrhovna rada, da bi potrdil akt o neodvisnosti, ki ga je sprejela 24. avgusta 1991. Referenduma se je udeležilo 31.891.742 registriranih volivcev (84,18 % volilnega telesa). Za neodvisnost je glasovalo 28.804.071 upravičencev (92,3 %).
Na isti dan so tudi potekale predsedniške volitve. Vseh šest predsedniških kandidatov je podpiralo neodvisnost in jo promoviralo v svoji kampanji. Leonid Kravčuk, predsednik vrhovne rade, je bil izvoljen za prvega predsednika Ukrajine.
2. decembra 1991 je bila Ukrajina priznana kot neodvisna država s strani drugih držav sveta. Isti dan je predsednik Ruske SFSR Boris Jelcin priznal Ukrajino kot neodvisno državo. Sovjetski predsednik Mihail Gorbačov je poslal Kravčuku telegram s čestitkami, in izrazil upanje na sodelovanje.
Ukrajina je bila tako gospodarsko kot politično druga najmočnejša republika v Sovjetski zvezi (za Rusijo) in njena odcepitev je končala vse realne možnosti, da Gorbačov preprečil razpad Sovjetske zveze. Do decembra 1991 so se vse nekdanje sovjetske republike razen Ruske in Kazahstanske socialistične republike uradno odcepile od Sovjetske zveze. Teden dni po izvolitvi se je Kravčuk pridružil Jelcinu in beloruskemu voditelju Stanislavu Šuškeviču pri podpisu Beloveškega sporazuma, ki je razglasili konec obstoja Sovjetske zveze. ZSSR je uradno razpadla 26. decembra 1991.

## Rezultati
Ukrajinski mediji so množično podprli neodvisnost.
Ankete so septembra 1991 pokazale 63-odstotno podporo kampanji "Ja" , v prvem tednu oktobra 77 % in v sredini novembra 88 %.
Večina (55%) etničnih Rusov v Ukrajini je glasovala za neodvisnost.
| Izbira                | Glasovi    | %      |
| --------------------- | ---------- | ------ |
| Za                    | 28.804.071 | 92,26  |
| Proti                 | 2.417.554  | 7,74   |
| Skupaj                | 31.221.625 | 100,00 |
|                       |            |        |
| Veljavni glasovi      | 31.221.625 | 97,90  |
| Neveljavni glasovi    | 670.117    | 2,10   |
| Skupaj glasov         | 31.891.742 | 100,00 |
| Udeležba upravičencev | 37.885.555 | 84,18  |

### Po oblasteh
Akt o neodvisnosti je podprla večina sodelujočih volivcev v vseh 27 upravnih regij Ukrajine (24 oblasti, 1 avtonomna republika in 2 mesti s posebnim statusom (Kijev in Sevastopol). Volilna udeležba je bila najnižja v vzhodni in južni Ukrajini.
| Pododdelek              | Odstotek glasov za neodvisnost | Odstotek glasov za neodvisnost |
| Pododdelek              | Oddanih glasov                 | Volilnih upravičencev          |
| ----------------------- | ------------------------------ | ------------------------------ |
| Krimska ASSR            | 54,19                          | 37                             |
| Čerkasijska oblast      | 96,03                          | 87                             |
| Černigovska oblast      | 93,74                          | 85                             |
| Črnoviška oblast        | 92,78                          | 81                             |
| Dnepropetrovska oblast  | 90,36                          | 74                             |
| Donecka oblast          | 83,90                          | 64                             |
| Ivano-Frankivska oblast | 98,42                          | 94                             |
| Harkovska oblast        | 86,33                          | 65                             |
| Hersonska oblast        | 90,13                          | 75                             |
| Hmelnicka oblast        | 96,30                          | 90                             |
| Kijevska oblast         | 95,52                          | 84                             |
| Kirovogradska oblast    | 93,88                          | 83                             |
| Luganska oblast         | 83,86                          | 68                             |
| Lvovska oblast          | 97,46                          | 93                             |
| Mikolajivska oblast     | 89,45                          | 75                             |
| Odeška oblast           | 85,38                          | 64                             |
| Poltavska oblast        | 94,93                          | 87                             |
| Rivnenska oblast        | 95,96                          | 89                             |
| Sumska oblast           | 92,61                          | 82                             |
| Ternopilska oblast      | 98,67                          | 96                             |
| Viniška oblast          | 95,43                          | 87                             |
| Volinska oblast         | 96,32                          | 90                             |
| Zakarpatska oblast      | 92,59                          | 77                             |
| Zaporoška oblast        | 90,66                          | 73                             |
| Žitomirska oblast       | 95,06                          | 86                             |
| Kijev                   | 92,87                          | 75                             |
| Sevastopol              | 57,07                          | 36                             |
| Vsota po državi         | 90,32                          | 76                             |